# Kijabe ensifera
Kijabe ensifera är en spindelart som beskrevs av Lodovico di Caporiacco 1949. Kijabe ensifera ingår i släktet Kijabe och familjen dansspindlar.
Artens utbredningsområde är Kenya. Inga underarter finns listade i Catalogue of Life.